# 維希尼克峰
維希尼克峰（英語：Vishniac Peak），是南極洲的山峰，位於維多利亞地，處於斯久峰西南面6公里，海拔高度2,280米，美國地質調查局根據測量和美國海軍拍攝的空中照片繪入地圖，現時由南極條約體系管理。